# Jakob le menteur (roman)
Pour les articles homonymes, voir Jakob le menteur.
Jakob le menteur (titre original : Jakob der Lügner en allemand) est un roman de Jurek Becker publié en 1969.

## Résumé
Après l'invasion de la Pologne par l'Allemagne nazie, Jakob Heym survit dans le ghetto de Łódź et apprend fortuitement l'avancée de l'armée russe. Pensant donner de l'espoir à ses compagnons d'infortune, il raconte qu'il possède un poste de radio (pourtant interdit dans le ghetto) et invente des nouvelles rassurantes sur la guerre. Dès lors, assailli de questions, Jakob doit réinventer quotidiennement des informations et batailles imaginaires afin d'entretenir l'espoir dans le ghetto.

## Réception
Jakob le menteur connait un succès mondial et est traduit dans plus de vingt langues.
En 1971, le roman obtient le prix Heinrich Mann en RDA et le prix Charles Veillon en Suisse.

## Analyse
Premier roman de Jurek Becker, Jakob le menteur évoque le sujet sensible de la vie dans le ghetto juif. L'auteur est lui-même un rescapé du ghetto de Łódź et des camps. L'idée de l'histoire du roman lui vient d'une anecdote de son père, sur un homme qui cachait une radio dans le ghetto et qui fut finalement trahi et exécuté.
Le roman narre une histoire tragique par le biais de l'humour juif. En cela il parvient à faire revivre un monde et une culture détruits par le nazisme, celui des juifs d' Europe Centrale. 

## Adaptations
- Jacob le menteur (Jakob, der Lügner) du réalisateur allemand Frank Beyer,
- Jakob le menteur de Peter Kassovitz.